# 1990 a filmművészetben

## Események
- február 4. – Tom Cruise és Mimi Rogers színésznő elválnak.
- február 9. – Megnyitják a 40. egyben az első Berlin mindkét felében megrendezett Filmfesztivált. nagy érdeklődés kíséri az 1960-as években betiltott NDK-s filmek bemutatását.
- december 24. – Tom Cruise és Nicole Kidman színésznő összeházasodnak.

## Sikerfilmek
| #  | cím                        | stúdió    | összbevétel  | észak-amerikai bevétel | gyártási költség |
| -- | -------------------------- | --------- | ------------ | ---------------------- | ---------------- |
| 1  | Ghost                      | Paramount | $505 702 588 | $217 631 306           | $22 000          |
| 2  | Reszkessetek, betörők!     | Fox       | $476 684 675 | $285 761 243           | $18 000          |
| 3  | Micsoda nő!                | Disney    | $463 406 268 | $178 406 268           | $14 000          |
| 4  | Farkasokkal táncoló        | Orion     | $424 208 848 | $184 208 848           | $22 000          |
| 5  | Total Recall – Az emlékmás | Sony      | $261 299 840 | $119 394 840           | $65 000          |
| 6  | Vissza a jövőbe III.       | Universal | $244 527 583 | $87 727 583            | $40 000          |
| 7  | Még drágább az életed      | Fox       | $240 031 094 | $117 540 947           | $70 000          |
| 8  | Ártatlanságra ítélve       | Warner    | $221 303 188 | $86 303 188            | nincs adat       |
| 9  | Tini nindzsa teknőcök      | New Line  | $201 965 915 | $135 265 915           | $13 500 000      |
| 10 | Ovizsaru                   | Universal | $201 957 688 | $91 457 688            | $15 000          |

## Magyar filmek
| Cím                       | Rendező            |
| ------------------------- | ------------------ |
| Emlékezés az emberre      | Jelenczki István   |
| Eszterkönyv               | Deák Krisztina     |
| És mégis…                 | Kézdi-Kovács Zsolt |
| Help (a lék)              | Tóth Lajos         |
| Help (a gong)             | Tóth Lajos         |
| Kőbánya-blues             | Szomjas György     |
| Meteo                     | Monory Mész András |
| Napló apámnak, anyámnak   | Mészáros Márta     |
| Potyautasok               | Sőth Sándor        |
| Szédülés                  | Szász János        |
| Szürkület                 | Fehér György       |
| Találkozások (Wallenberg) | Herskó János       |
| Vattatyúk                 | Dobos Mária        |
| Üzenetek a Holdról        | Szirtes András     |
| Where                     | Szabó Gábor        |

## Észak-amerikai, országos bemutatók
január – december

### Január
| Dátum  | Magyar cím                                               | Eredeti cím                              | Stúdió / Forgalmazó           | Rendező          | Főszereplők                                                           |        |
| Január | Január                                                   | Január                                   | Január                        | Január           | Január                                                                | Január |
| ------ | -------------------------------------------------------- | ---------------------------------------- | ----------------------------- | ---------------- | --------------------------------------------------------------------- | ------ |
| 5      | Született július 4-én                                    | Born on the Fourth of July               | Universal Pictures            | Oliver Stone     | Tom Cruise, Bryan Larkin, Raymond J. Barry, Caroline Kava             |        |
| 5      |                                                          | Henry: Portrait of a Serial Killer       | Greycat Films                 | John McNaughton  | Michael Rooker, Tracy Arnold, Tom Towles, Mary Demas                  |        |
| 12     | Bőrpofa – A texasi láncfűrészes mészárlás folytatódik 3. | Leatherface: Texas Chainsaw Massacre III | New Line Cinema               | Jeff Burr        | Kate Hodge, Ken Foree, R. A. Mihailoff, William Butler                |        |
| 12     | Higgy neki, hisz zsaru                                   | Internal Affairs                         | Paramount Pictures            | Mike Figgis      | Richard Gere, Andy García, Nancy Travis, Laurie Metcalf               |        |
| 12     | Ski Patrol                                               | Ski Patrol                               | Triumph Releasing Corporation | Richard Correll  | Roger Rose, T. K. Carter, Yvette Nipar, Leslie Jordan                 |        |
| 12     | Philadelphiai zsaru                                      | Downtown                                 | 20th Century Studios          | Richard Benjamin | Anthony Edwards, Forest Whitaker, Penelope Ann Miller, Joe Pantoliano |        |
| 19     | Tremors – Ahová lépek, szörny terem                      | Tremors                                  | Universal Pictures            | Ron Underwood    | Kevin Bacon, Fred Ward, Finn Carter, Michael Gross                    |        |
| 19     | Végzetes érdekek                                         | Everybody Wins                           | Orion Pictures                | Karel Reisz      | Debra Winger, Nick Nolte, Will Patton, Judith Ivey                    |        |
| 19     |                                                          | Streets                                  | Concorde Pictures             | Katt Shea        | Christina Applegate, David Mendenhall, Eb Lottimer, Jane Chung        |        |
| 19     |                                                          | Sweetie                                  | Avenue Pictures Productions   | Jane Campion     | Geneviève Lemon, Karen Colston, Tom Lycos, Jon Darling                |        |
| 19     |                                                          | Brain Dead                               | Concorde Pictures             | Adam Simon       | Bill Pullman, Bill Paxton, Bud Cort, Nicholas Pryor                   |        |
| 26     | A pénz beszél                                            | Strike It Rich                           | Miramax                       | James Scott      | Robert Lindsay, Molly Ringwald, Marianne Price, Jeffrey Robert        |        |
| 26     | Miss Daisy sofőrje                                       | Driving Miss Daisy                       | Warner Bros.                  | Bruce Beresford  | Morgan Freeman, Jessica Tandy, Dan Aykroyd, Patti LuPone              |        |

### Február
| Dátum   | Magyar cím           | Eredeti cím            | Stúdió / Forgalmazó           | Rendező            | Főszereplők                                                         |         |
| Február | Február              | Február                | Február                       | Február            | Február                                                             | Február |
| ------- | -------------------- | ---------------------- | ----------------------------- | ------------------ | ------------------------------------------------------------------- | ------- |
| 5       | Stella               | Stella                 | Walt Disney Pictures          | John Erman         | Bette Midler, John Goodman, Trini Alvarado, Stephen Collins         |         |
| 5       | Zsaruszív            | Heart Condition        | New Line Cinema               | James D. Parriott  | Bob Hoskins, Denzel Washington, Chloe Webb, Roger E. Mosley         |         |
| 5       | Szolid motorosok     | Flashback              | Paramount Pictures            | Franco Amurri      | Dennis Hopper, Kiefer Sutherland, Carol Kane, Paul Dooley           |         |
| 5       | Légió mindhalálig    | A Man Called Sarge     | Cannon Film Distributors      | Stuart Gillard     | Gary Kroeger, Gretchen German, Marc Singer, Jennifer Runyon         |         |
| 5       |                      | Men Don't Leave Me     | Warner Bros.                  | Paul Brickman      | Jessica Lange, Kathy Bates, Arliss Howard, Joan Cusack              |         |
| 5       | Cinema Paradiso      | Nuovo cinema Paradiso  | Miramax                       | Giuseppe Tornatore | Philippe Noiret, Enzo Cannavale, Antonella Attili, Isa Danieli      |         |
| 9       | Ölve vagy halva      | Hard to Kill           | Warner Bros.                  | Bruce Malmuth      | Steven Seagal, Kelly LeBrock, William Sadler, Frederick Coffin      |         |
| 9       | Csőre töltve         | Loose Cannons          | TriStar Pictures              | Bob Clark          | Gene Hackman, Dan Aykroyd, Dom DeLuise, Ronny Cox                   |         |
| 9       | Stanley és Iris      | Stanley & Iris         | Metro-Goldwyn-Mayer           | Martin Ritt        | Jane Fonda, Robert De Niro, Swoosie Kurtz, Martha Plimpton          |         |
| 9       |                      | Rosalie Goes Shopping  | Four Seasons Entertainment    | Percy Adlon        | Marianne Sägebrecht, Brad Davis, Judge Reinhold, Erika Blumberger   |         |
| 9       |                      | The Hunting of Morella | Concorde Pictures             | Jim Wynorski       | Nicole Eggert, David McCallum, Christopher Halsted, Lana Clarkson   |         |
| 9       | Tavaszi vizek        | Torrents of Spring     | Miramax                       | Jerzy Skolimowski  | Timothy Hutton, Nastassja Kinski, Valeria Golino, William Forsythe  |         |
| 16      | Kitúr-lak            | Madhouse               | Orion Pictures                | Tom Ropelewski     | Richard Alexander, Kirstie Alley, John Larroquette, Alison La Placa |         |
| 16      | Az éjszaka szülöttei | Nightbreed             | 20th Century Studios          | Clive Barker       | Craig Sheffer, David Cronenberg, Anne Bobby, Charles Haid           |         |
| 16      | Revans               | Revenge                | Columbia Pictures             | Tony Scott         | Kevin Costner, Anthony Quinn, Madeleine Stowe, Tomas Milián         |         |
| 16      | Menekülés            | Courage Mountain       | Triumph Releasing Corporation | Christopher Leitch | Juliette Caton, Charlie Sheen, Joanna Clarke, Nicola Stapleton      |         |
| 16      | Az 54. hadtest       | Glory                  | TriStar Pictures              | Edward Zwick       | Matthew Broderick, Denzel Washington, Cary Elwes, Morgan Freeman    |         |
| 16      |                      | Speaking Parts         | Zeitgeist Films               | Atom Egoyan        | Michael McManus, Arsinée Khanjian, Gabrielle Rose, Tony Nardi       |         |
| 23      | A hősök vére         | The Blood of Heroes    | New Line Cinema               | David Webb Peoples | Rutger Hauer, Joan Chen, Delroy Lindo, Anna Katarina                |         |
| 23      |                      | Where the Heart Is     | Walt Disney Pictures          | John Boorman       | Dabney Coleman, Uma Thurman, Joanna Cassidy, Crispin Glover         |         |
| 23      | Az angyalok városa   | Angel Town             | Taurus Entertainment Company  | Eric Karson        | Olivier Gruner, Peter Kwong, Theresa Saldana, Francisco Aragon      |         |
| 23      |                      | Spontaneous Combustion | Taurus Entertainment Company  | Tobe Hooper        | Brad Dourif, Cynthia Bain, Jon Cypher, William Prince               |         |
| 23      | A Hold hegyei        | Mountains of the Moon  | TriStar Pictures              | Bob Rafelson       | Patrick Bergin, Iain Glen, Richard E. Grant, Fiona Shaw             |         |

### Március
| Dátum   | Magyar cím                 | Eredeti cím               | Stúdió / Forgalmazó           | Rendező              | Főszereplők                                                         |         |
| Március | Március                    | Március                   | Március                       | Március              | Március                                                             | Március |
| ------- | -------------------------- | ------------------------- | ----------------------------- | -------------------- | ------------------------------------------------------------------- | ------- |
| 2       | Vadászat a Vörös Októberre | The Hunt for Red October  | Paramount Pictures            | John McTiernan       | Sean Connery, Alec Baldwin, Scott Glenn, Sam Neill                  |         |
| 2       | Túl szép hozzád            | Trop belle pour toi!      | Orion Classics                | Bertrand Blier       | Gérard Depardieu, Josiane Balasko, Carole Bouquet, François Cluzet  |         |
| 9       | Joe és a vulkán            | Joe Versus the Volcano    | Warner Bros.                  | John Patrick Shanley | Tom Hanks, Meg Ryan, Lloyd Bridges, Robert Stack                    |         |
| 9       | Halálos barátság           | Bad Influence             | Triumph Releasing Corporation | Curtis Hanson        | Rob Lowe, James Spader, Lisa Zane, Marcia Cross                     |         |
| 9       | Micsoda buli               | House Party               | New Line Cinema               | Reginald Hudlin      | Christopher Reid, Robin Harris, Christopher Martin, Martin Lawrence |         |
| 9       | Kék kopó                   | The Last of the Finest    | Orion Pictures                | John Mackenzie       | Brian Dennehy, Joe Pantoliano, Jeff Fahey, Bill Paxton              |         |
| 9       | A szolgálólány meséje      | The Handmaid's Tale       | Cinecom Pictures              | Volker Schlöndorff   | Natasha Richardson, Faye Dunaway, Aidan Quinn, Elizabeth McGovern   |         |
| 9       | Testek kémiája             | Body Chemistry            | Concorde Pictures             | Kristine Peterson    | Marc Singer, Lisa Pescia, Mary Crosby, David Kagen                  |         |
| 9       | Régi idők kocsija          | Coupe de Ville            | Universal Pictures            | Joe Roth             | Patrick Dempsey, Arye Gross, Daniel Stern, Annabeth Gish            |         |
| 9       | Az élvhajhász              | Love at Large             | Orion Pictures                | Alan Rudolph         | Tom Berenger, Elizabeth Perkins, Anne Archer, Kate Capshaw          |         |
| 16      | Kék acél                   | Blue Steel                | Metro-Goldwyn-Mayer           | Kathryn Bigelow      | Jamie Lee Curtis, Ron Silver, Clancy Brown, Elizabeth Peňa          |         |
| 16      |                            | Lambada                   | Warner Bros.                  | Joel Silberg         | J. Eddie Peck, Melora Hardin, Adolfo Quinones, Leticia Vasquez      |         |
| 16      | A legyek ura               | Lord of the Flies         | Columbia Pictures             | Harry Hook           | Balthazar Getty, Chris Furrh, Danuel Pipoly, James Badge Dale       |         |
| 16      | Lambada, a tiltott tánc    | The Forbidden Dance       | Columbia Pictures             | Greydon Clark        | Laura Harring, Jeff James, Barbra Brighton, Miranda Garrison        |         |
| 16      | Vak végzet                 | Blind Fury                | TriStar Pictures              | Phillip Noyce        | Rutger Hauer, Terry O’Quinn, Brandon Call, Noble Willingham         |         |
| 16      | Apócák a pácban            | Nuns on the Run           | 20th Century Studios          | Jonathan Lynn        | Eric Idle, Robbie Coltrane, Camille Coduri, Janet Suzman            |         |
| 23      | Micsoda nő!                | Pretty Woman              | Walt Disney Pictures          | Garry Marshall       | Richard Gere, Julia Roberts, Jason Alexander, Laura San Giacomo     |         |
| 23      | Az utolsó háború           | The Fourth War            | Cannon Film Distributors      | John Frankenheimer   | Roy Scheider, Jürgen Prochnow, Tim Reid, Lara Harris                |         |
| 23      | Gyilkosságok varázsszóra   | A Shock to the System     | Corsair Pictures              | Jan Egleson          | Michael Caine, Elizabeth McGovern, Peter Riegert, Swoosie Kurtz     |         |
| 30      | Tini nindzsa teknőcök      | Teen Mutant Ninja Turtles | New Line Cinema               | Steve Barron         | Brian Tochi, Robbie Rist, Corey Feldman, Josh Pais                  |         |
| 30      | Szemtelennek áll a világ   | Opportunity Knocks        | Universal Pictures            | Donald Petrie        | Dana Carvey, Robert Loggia, Todd Graff, Julia Campbell              |         |

### Április
| Dátum   | Magyar cím                                    | Eredeti cím                               | Stúdió / Forgalmazó           | Rendező                   | Főszereplők                                                          |         |
| Április | Április                                       | Április                                   | Április                       | Április                   | Április                                                              | Április |
| ------- | --------------------------------------------- | ----------------------------------------- | ----------------------------- | ------------------------- | -------------------------------------------------------------------- | ------- |
| 6       |                                               | Ernest Goes to Jail                       | Walt Disney Pictures          | John Cherry               | Jim Varney, Gailard Sartain, Bill Byrge, Barbara Tyson               |         |
| 6       | A pentagram                                   | The First Power                           | Orion Pictures                | Robert Resnikoff          | Lou Diamond Phillips, Tracy Griffith, Jeff Kober, Mykelti Williamson |         |
| 6       | Cry-Baby                                      | Cry-Baby                                  | Universal Pictures            | John Waters               | Johnny Depp, Ricki Lake, Amy Locane, Susan Tyrrell                   |         |
| 6       | Szeretlek holtodiglan                         | I Love You to Death                       | TriStar Pictures              | Lawrence Kasdan           | Kevin Kline, Tracey Ullman, William Hurt, Joan Plowright             |         |
| 6       | A bűn vonzásában                              | Impulse                                   | Warner Bros.                  | Sondra Locke              | Theresa Russell, Jeff Fahey, George Dzundza, Alan Rosenberg          |         |
| 6       | A szakács, a tolvaj, a feleség és a szeretője | The Cook, the Thief, His Wife & Her Lover | Miramax                       | Peter Greenaway           | Richard Bohringer, Michael Gambon, Helen Mirren, Alan Howard         |         |
| 13      | Lököttek                                      | Crazy People                              | Paramount Pictures            | Tony Bill, Barry L. Young | Dudley Moore, Daryl Hannah, Paul Reiser, J. T. Walsh                 |         |
| 13      | Az istenek a fejükre estek 2.                 | The Gods Must Be Crazy II                 | Columbia Pictures             | Jamie Uys                 | Nǃxau ǂToma, Lena Farugia, Hans Strydom, Eiros                       |         |
| 13      |                                               | Vital Signs                               | 20th Century Studios          | Marisa Silver             | Adrian Pasdar, Diane Lane, Jack Gwaltney, Laura San Giacomo          |         |
| 20      | Miami Blues                                   | Miami Blues                               | Orion Pictures                | George Armitage           | Fred Ward, Alec Baldwin, Jennifer Jason Leigh, Cecilia Pérez-Cervera |         |
| 20      | Lisa                                          | Lisa                                      | United Artists                | Gary Sherman              | Staci Keanan, Cheryl Ladd, D. W. Moffett, Tanya Fenmore              |         |
| 20      |                                               | Martians Go Home                          | Taurus Entertainment Company  | David Odell               | Randy Quaid, Margaret Colin, Anita Morris, John Philbin              |         |
| 20      | Bizánci tűz                                   | Why Me?                                   | Triumph Releasing Corporation | Gene Quintano             | Christopher Lambert, Kim Greist, Christopher Lloyd, J. T. Walsh      |         |
| 20      | Monsieur Hire jegyessége                      | Monsieur Hire                             | Orion Classics                | Patrice Leconte           | Michel Blanc, Sandrine Bonnaire, Luc Thuillier, André Wilms          |         |
| 20      | Az őrület fészke / A téboly börtöne           | Chattahoochee                             | Hemdale                       | Mick Jackson              | Gary Oldman, Dennis Hopper, Frances McDormand, Pamela Reed           |         |
| 27      |                                               | Spaced Invaders                           | Walt Disney Pictures          | Patrick Read Johnson      | Douglass Barr, Royal Dano, Ariana Richards, J. J. Anderson           |         |
| 27      | A vérszomjas dada                             | The Guardian                              | Universal Pictures            | William Friedkin          | Jenny Seagrove, Dwier Brown, Carey Lowell, Brad Hall                 |         |
| 27      | Hol az igazság?                               | Q & A                                     | TriStar Pictures              | Sidney Lumet              | Nick Nolte, Timothy Hutton, Armand Assante, Patrick O’Neal           |         |
| 27      | Vad orchideák                                 | Wild Orchid                               | Triumph Releasing Corporation | Zalman King               | Mickey Rourke, Jacqueline Bisset, Carré Otis, Assumpta Serna         |         |

### Május
| Dátum | Magyar cím                      | Eredeti cím                         | Stúdió / Forgalmazó          | Rendező         | Főszereplők                                                                |       |
| Május | Május                           | Május                               | Május                        | Május           | Május                                                                      | Május |
| ----- | ------------------------------- | ----------------------------------- | ---------------------------- | --------------- | -------------------------------------------------------------------------- | ----- |
| 4     | Történetek a sötét oldalról     | Tales from the Darkside: The Movie  | Paramount Pictures           | John Harrison   | Debbie Harry, Matthew Lawrence, Christian Slater, David Forrester          |       |
| 4     | Sose halok meg                  | Short Time                          | 20th Century Studios         | Gregg Champion  | Dabney Coleman, Matt Frewer, Teri Garr, Barry Corbin                       |       |
| 4     | Élünk, halunk, örökölünk        | Daddy's Dyin... Who's Got the Will? | Metro-Goldwyn-Mayer          | Jack Fisk       | Beau Bridges, Keith Carradine, Beverly D’Angelo, Tess Harper               |       |
| 4     | Az utolsó kijárat Brooklyn felé | Last Exit to Brooklyn               | Cinecom Pictures             | Uli Edel        | Jennifer Jason Leigh, Stephen Lang, Burt Young, Peter Dobson               |       |
| 4     | Szerelem albérletben            | Happy Together                      | Apollo Pictures              | Mel Damski      | Patrick Dempsey, Helen Slater, Dan Schneider, Kevin Hardesty               |       |
| 4     |                                 | ¡Átame!                             | Miramax                      | Pedro Almodóvar | Victoria Abril, Antonio Banderas, Loles León, Julieta Serrano              |       |
| 4     | Bolond világ                    | The Feud                            | Castle Hill Productions      | Bill D’Elia     | Scott Allegrucci, Rene Auberjonois, Ron McLarty, Gale Mayron               |       |
| 4     |                                 | Without You I'm Nothing             | New Line Cinema              | John Boskovich  | Sandra Bernhard, John Doe, Steve Antin, Lu Leonard                         |       |
| 11    | Kiborgtanárok                   | Class of 1999                       | Taurus Entertainment Company | Mark L. Lester  | Bradley Gregg, Traci Lind, Malcolm McDowell, Stacy Keach                   |       |
| 11    | A terror csapdájában            | A Show of Force                     | Paramount Pictures           | Bruno Barreto   | Amy Irving, Robert Duvall, Andy García, Lou Diamond Phillips               |       |
| 11    |                                 | Def by Temptation                   | Troma                        | James Bond III  | James Bond III, Kadeem Hardison, Bill Nunn, Samuel L. Jackson              |       |
| 11    |                                 | Longtime Companion                  | The Samuel Goldwyn Company   | Norman René     | Stephen Caffrey, Patrick Cassidy, Brian Cousins, Bruce Davison             |       |
| 11    |                                 | Veiviseren                          | Carolco Pictures             | Nils Gaup       | Mikkel Gaup, Ingvald Guttorm, Nils Utsi, Henrik H. Buljo                   |       |
| 18    | Palimadár                       | Bird on Wire                        | Universal Pictures           | John Badham     | Mel Gibson, Goldie Hawn, David Carradine, Bill Duke                        |       |
| 18    | Cadillac Man                    | Cadillac Man                        | Orion Pictures               | Roger Donaldson | Robin Williams, Tim Robbins, Pamela Reed, Fran Drescher                    |       |
| 18    |                                 | Strapless                           | Miramax                      | David Hare      | Blair Brown, Bruno Ganz, Bridget Fonda, Alan Howard                        |       |
| 25    | Vissza a jövőbe III.            | Back to the Future Part III         | Universal Pictures           | Robert Zemeckis | Michael J. Fox, Christopher Lloyd, Mary Steenburgen, Tom Wilson            |       |
| 25    | Tűzmadár akció                  | Fire Birds                          | Walt Disney Pictures         | David Green     | Nicolas Cage, Tommy Lee Jones, Sean Young, Bryan Kestner                   |       |
| 25    |                                 | Jesus of Montreal                   | Orion Classics               | Denys Arcand    | Lothaire Bluteau, Catherine Wilkening, Johanne-Marie Tremblay, Rémy Girard |       |

### Június
| Dátum  | Magyar cím                                 | Eredeti cím               | Stúdió / Forgalmazó     | Rendező           | Főszereplők                                                           |        |
| Június | Június                                     | Június                    | Június                  | Június            | Június                                                                | Június |
| ------ | ------------------------------------------ | ------------------------- | ----------------------- | ----------------- | --------------------------------------------------------------------- | ------ |
| 1      | Total Recall – Az emlékmás                 | Total Recall              | Sony Pictures Releasing | Paul Verhoeven    | Arnold Schwarzenegger, Sharon Stone, Michael Ironside, Rachel Ticotin |        |
| 1      |                                            | Red Surf                  | Academy Entertainment   | H. Gordon Boos    | George Clooney, Doug Savant, Dedee Pfeiffer, Philip McKeon            |        |
| 1      |                                            | Frankenhooker             | Levins-Henenlotter      | Frank Henenlotter | James Lorinz, Joanne Ritchie, Patty Mullen, J. J. Clark               |        |
| 1      |                                            | A Cry in the Wild         | Concorde Pictures       | Mark Griffiths    | Jared Rushton, Ned Beatty, Pamela Sue Martin, Stephen Meadows         |        |
| 8      | Megint 48 óra                              | Another 48 Hrs.           | Paramount Pictures      | Walter Hill       | Eddie Murphy, Nick Nolte, Brion James, Kevin Tighe                    |        |
| 15     | Dick Tracy                                 | Dick Tracy                | Walt Disney Pictures    | Warren Beatty     | Warren Beatty, Madonna, Al Pacino, Charlie Korsmo                     |        |
| 15     | Szörnyecskék 2. – Az új falka              | Gremlins 2: The New Batch | Warner Bros.            | Joe Dante         | Zach Galligan, Phoebe Cates, Howie Mandel, Tony Randall               |        |
| 15     | Chatran kalandjai (1990-es újramegjelenés) | Koneko monogatari         | Columbia Pictures       | Hata Maszanori    | Cujuki Sigeru, Dudley Moore                                           |        |
| 22     | Robotzsaru 2.                              | RoboCop 2                 | Orion Pictures          | Irvin Kershner    | Peter Weller, Nancy Allen, Belinda Bauer, Dan O’Herlihy               |        |
| 22     | Savanyú a szülő                            | Betsy's Wedding           | Walt Disney Pictures    | Alan Alda         | Alan Alda, Molly Ringwald, Joey Bishop, Madeline Kahn                 |        |
| 22     | Milou májusban                             | Milou en Mai              | Orion Classics          | Louis Malle       | Miou-Miou, Michel Piccoli, Michel Duchaussoy, Marcel Bories           |        |
| 29     | Mint a villám                              | Days of Thunder           | Paramount Pictures      | Tony Scott        | Tom Cruise, Nicole Kidman, Robert Duvall, Randy Quaid                 |        |
| 29     | Túlvilági papa                             | Ghost Dad                 | Universal Pictures      | Sidney Poitier    | Bill Cosby, Kimberly Russell, Denise Nicholas, Ian Bannen             |        |

### Július
| Dátum  | Magyar cím                                 | Eredeti cím                     | Stúdió / Forgalmazó  | Rendező                       | Főszereplők                                                         |        |
| Július | Július                                     | Július                          | Július               | Július                        | Július                                                              | Július |
| ------ | ------------------------------------------ | ------------------------------- | -------------------- | ----------------------------- | ------------------------------------------------------------------- | ------ |
| 6      | Még drágább az életed                      | Die Hard 2                      | 20th Century Studios | Renny Harlin                  | Bruce Willis, William Atherton, Bonnie Bedelia, Reginald VelJohnson |        |
| 6      | A Jetson család                            | Jetsons: The Movie              | Universal Pictures   | Joseph Barbera, William Hanna | George O’Hanlon, Penny Singleton, Mel Blanc, Tiffany Darwish        |        |
| 13     | A dzsungel könyve (1990-es újramegjelenés) | The Jungle Book                 | Walt Disney Pictures | Wolfgang Reitherman           | Phil Harris, Sebastian Cabot, Louis Prima, Bruce Reitherman         |        |
| 13     | Viszem a bankot                            | Quick Change                    | Warner Bros.         | Howard Franklin, Bill Murray  | Bill Murray, Geena Davis, Randy Quaid, Dale Grand                   |        |
| 13     | Ford Fairlane kalandjai                    | The Adventures of Ford Fairlane | 20th Century Studios | Renny Harlin                  | Andrew Dice Clay, Lauren Holly, Wayne Newton, Priscilla Presley     |        |
| 13     | Ghost                                      | Ghost                           | Paramount Pictures   | Jerry Zucker                  | Patrick Swayze, Demi Moore, Whoopi Goldberg, Tony Goldwyn           |        |
| 20     | Arachnophobia – Pókiszony                  | Arachnophobia                   | Walt Disney Pictures | Frank Marshall                | Jeff Daniels, Julian Sands, John Goodman, Harley Jane Kozak         |        |
| 20     | Elit kommandó                              | Navy Seals                      | Orion Pictures       | Lewis Teague                  | Charlie Sheen, Michael Biehn, Joanne Whalley, Rick Rossovich        |        |
| 20     | Az újonc                                   | The Freshman                    | TriStar Pictures     | Andrew Bergman                | Marlon Brando, Matthew Broderick, Bruno Kirby, Penelope Ann Miller  |        |
| 27     | Talpig zűrben                              | Problem Child                   | Universal Pictures   | Dennis Dugan                  | Michael Oliver, John Ritter, Jack Warden, Gilbert Gottfried         |        |
| 27     | Ártatlanságra ítélve                       | Presumed Innocent               | Warner Bros.         | Alan J. Pakula                | Harrison Ford, Raúl Juliá, Greta Scacchi, Brian Dennehy             |        |
| 27     | Chicago Joe / Chicago Joe és a kóristalány | Chicago Joe and the Showgirl    | New Line Cinema      | Bernard Rose                  | Emily Lloyd, Kiefer Sutherland, John Lahr, Liz Fraser               |        |

### Augusztus
| Dátum     | Magyar cím                            | Eredeti cím                                    | Stúdió / Forgalmazó           | Rendező              | Főszereplők                                                               |           |
| Augusztus | Augusztus                             | Augusztus                                      | Augusztus                     | Augusztus            | Augusztus                                                                 | Augusztus |
| --------- | ------------------------------------- | ---------------------------------------------- | ----------------------------- | -------------------- | ------------------------------------------------------------------------- | --------- |
| 6         | A vadnyugat fiai 2.                   | Young Guns II                                  | 20th Century Studios          | Geoff Murphy         | Emilio Estevez, Kiefer Sutherland, Lou Diamond Phillips, Christian Slater |           |
| 6         | Kacsamesék: Az elveszett lámpa kincse | DuckTales the Movie: Treasure of the Lost Lamp | Walt Disney Pictures          | Bob Hathcock         | Alan Young, Christopher Lloyd, Terence McGovern, Russi Taylor             |           |
| 6         | Mo' Better Blues                      | Mo' Better Blues                               | Universal Pictures            | Spike Lee            | Denzel Washington, Spike Lee, Wesley Snipes, Giancarlo Esposito           |           |
| 6         |                                       | Metropolitan                                   | New Line Cinema               | Whit Stillman        | Carolyn Farina, Edward Clements, Chris Eigeman, Taylor Nichols            |           |
| 8         |                                       | Twister                                        | Vestron Pictures              | Michael Almereyda    | Harry Dean Stanton, Suzy Amis, Crispin Glover, Dylan McDermott            |           |
| 10        | Air America                           | Air America                                    | TriStar Pictures              | Roger Spottiswoode   | Mel Gibson, Robert Downey Jr., Nancy Travis, Ken Jenkins                  |           |
| 10        | Egyenesen át                          | Flatliners                                     | Columbia Pictures             | Joel Schumacher      | Kiefer Sutherland, Kevin Bacon, Julia Roberts, William Baldwin            |           |
| 10        | Cinikus hekus                         | The Two Jakes                                  | Paramount Pictures            | Jack Nicholson       | Jack Nicholson, Harvey Keitel, Meg Tilly, Madeleine Stowe                 |           |
| 17        | Az én kék egem                        | My Blue Heaven                                 | Warner Bros.                  | Herbert Ross         | Steve Martin, Rick Moranis, Joan Cusack, Melanie Mayron                   |           |
| 17        | Az ördögűző 3.                        | The Exorcist III                               | 20th Century Studios          | William Peter Blatty | George C. Scott, Ed Flanders, Brad Dourif, Jason Miller                   |           |
| 17        | Filofax, avagy a sors könyve          | Taking Care of Business                        | Walt Disney Pictures          | Arthur Hiller        | James Belushi, Charles Grodin, Anne DeSalvo, Loryn Locklin                |           |
| 17        | Veszett a világ                       | Wild at Heart                                  | The Samuel Goldwyn Company    | David Lynch          | Nicolas Cage, Laura Dern, Willem Dafoe, J. E. Freeman                     |           |
| 24        | Darkman                               | Darkman                                        | Universal Pictures            | Sam Raimi            | Liam Neeson, Frances McDormand, Colin Friels, Larry Drake                 |           |
| 24        | Tökös ötös                            | Men at Work                                    | Triumph Releasing Corporation | Emilio Estevez       | Charlie Sheen, Emilio Estevez, Leslie Hope, Keith David                   |           |
| 24        |                                       | Delta Force 2: The Colombian Connection        | Metro-Goldwyn-Mayer           | Aaron Norris         | Chuck Norris, John P. Ryan, Billy Drago, Richard Jaeckel                  |           |
| 24        | Boszorkányok                          | The Witches                                    | Warner Bros.                  | Nicolas Roeg         | Anjelica Huston, Mai Zetterling, Jasen Fisher, Rowan Atkinson             |           |
| 24        | Adj rá kakaót!                        | Pump Up the Volume                             | New Line Cinema               | Allan Moyle          | Christian Slater, Samantha Mathis, Anthony Luke Lucero, Andy Romano       |           |
| 24        | Sötétedés után, kedvesem              | After Dark, My Sweet                           | Avenue Pictures Productions   | James Foley          | Jason Patric, Rachel Ward, Bruce Dern, Rocky Giordani                     |           |
| 24        | Szappantolvajok                       | Ladri di saponette                             | Aries Films                   | Maurizio Nichetti    | Maurizio Nichetti, Caterina Sylos Labini, Federico Rizzo, Renato Scarpa   |           |
| 24        | Álmok                                 | Yume                                           | Warner Bros.                  | Kuroszava Akira      | Terao Akira, Baisó Micuko, Negisi Tosie, Harada Mieko                     |           |
| 31        |                                       | The Lemon Sisters                              | Miramax                       | Joyce Chopra         | Diane Keaton, Carol Kane, Kathryn Grody, Elliott Gould                    |           |

### Szeptember
| Dátum      | Magyar cím                                   | Eredeti cím              | Stúdió / Forgalmazó           | Rendező           | Főszereplők                                                                 |            |
| Szeptember | Szeptember                                   | Szeptember               | Szeptember                    | Szeptember        | Szeptember                                                                  | Szeptember |
| ---------- | -------------------------------------------- | ------------------------ | ----------------------------- | ----------------- | --------------------------------------------------------------------------- | ---------- |
| 7          |                                              | Slumber Party Massacre   | Concorde Pictures             | Sally Mattison    | Keely Christian, Brittain Frye, Michael Harris, David Greenlee              |            |
| 14         | Börtöncsapda                                 | Death Warrant            | Metro-Goldwyn-Mayer           | Deran Sarafian    | Jean-Claude Van Damme, Robert Guillaume, Cynthia Gibb, George Dickerson     |            |
| 14         | Képeslapok a szakadékból                     | Postcards from the Edge  | Columbia Pictures             | Mike Nichols      | Meryl Streep, Shirley MacLaine, Dennis Quaid, Gene Hackman                  |            |
| 14         | A fegyver                                    | Hardware                 | Miramax                       | Richard Stanley   | Dylan McDermott, Stacey Travis, John Lynch, Carl McCoy                      |            |
| 14         | Bújj, bújj, ördög!                           | Repossessed              | New Line Cinema               | Bob Logan         | Leslie Nielsen, Linda Blair, Ned Beatty, Anthony Starke                     |            |
| 14         | Az elefántvadász                             | White Hunter Black Heart | Warner Bros.                  | Clint Eastwood    | Clint Eastwood, Jeff Fahey, Charlotte Cornwell, Norman Lumsden              |            |
| 14         | A pokol konyhája                             | State of Grace           | Orion Pictures                | Phil Joanou       | Sean Penn, Ed Harris, Gary Oldman, Robin Wright                             |            |
| 14         |                                              | Fools of Fortune         | New Line Cinema               | Pat O’Connor      | Iain Glen, Mary Elizabeth Mastrantonio, Sean T. McClory, Frankie McCafferty |            |
| 14         | Gyilkos az esőben                            | The Rain Killer          | Concorde Pictures             | Ken Stein         | Ray Sharkey, David Beecroft, Tania Coleridge, Michael Chiklis               |            |
| 19         | Nagymenők                                    | Goodfellas               | Warner Bros.                  | Martin Scorsese   | Robert De Niro, Ray Liotta, Joe Pesci, Lorraine Bracco                      |            |
| 21         | Gyerekes szerelem / Bolondosan a szerelemről | Funny About Love         | Paramount Pictures            | Leonard Nimoy     | Gene Wilder, Christine Lahti, Mary Stuart Masterson, Robert Prosky          |            |
| 21         | Hajszál híján                                | Narrow Margin            | TriStar Pictures              | Peter Hyams       | Gene Hackman, Anne Archer, James Sikking, J. T. Walsh                       |            |
| 21         | A szerelem Harley Davidsonon érkezik         | Don't Tell Her It's Me   | Hemdale                       | Malcolm Mawbray   | Steve Guttenberg, Jami Gertz, Shelley Long, Kyle MacLachlan                 |            |
| 21         | A nagy balek                                 | The Tall Guy             | Miramax                       | Mel Smith         | Jeff Goldblum, Rowan Atkinson, Emma Thompson, Geraldine James               |            |
| 21         | A halál keresztútján                         | Miller's Crossing        | 20th Century Studios          | Coen testvérek    | Gabriel Byrne, Albert Finney, John Turturro, Marcia Gay Harden              |            |
| 28         | Csendes terror                               | Pacific Heights          | 20th Century Studios          | John Schlesinger  | Melanie Griffith, Matthew Modine, Michael Keaton, Mako                      |            |
| 28         | Sötét angyal                                 | Dark Angel               | Triumph Releasing Corporation | Craig R. Baxley   | Dolph Lundgren, Brian Benben, Betsy Brantley, Matthias Hues                 |            |
| 28         |                                              | Texasville               | Columbia Pictures             | Peter Bogdanovich | Jeff Bridges, Cybill Shepherd, Timothy Bottoms, Harvey Christiansen         |            |
| 28         | New York királya                             | King of New York         | New Line Cinema               | Abel Ferrara      | Christopher Walken, David Caruso, Laurence Fishburne, Victor Argo           |            |

### Október
| Dátum   | Magyar cím                                              | Eredeti cím                          | Stúdió / Forgalmazó        | Rendező                                             | Főszereplők                                                               |         |
| Október | Október                                                 | Október                              | Október                    | Október                                             | Október                                                                   | Október |
| ------- | ------------------------------------------------------- | ------------------------------------ | -------------------------- | --------------------------------------------------- | ------------------------------------------------------------------------- | ------- |
| 5       | Halálra jelölve                                         | Marked for Death                     | 20th Century Studios       | Dwight H. Little                                    | Steven Seagal, Joanna Pacula, Basil Wallace, Keith David                  |         |
| 5       | A félelem órái                                          | Desperate Hours                      | Metro-Goldwyn-Mayer        | Michael Cimino                                      | Mickey Rourke, Anthony Hopkins, Mimi Rogers, Lindsay Crouse               |         |
| 5       | Fantázia (1990-es újramegjelenés)                       | Fantasia                             | Walt Disney Pictures       | több rendező is, mint James Algar és Ben Sharpsteen | Leopold Stokowski, Deems Taylor, The Philadelphia Orchestra, Corey Burton |         |
| 5       | Henry és June                                           | Henry & June                         | Universal Pictures         | Philip Kaufman                                      | Fred Ward, Uma Thurman, Maria de Medeiros, Richard E. Grant               |         |
| 5       |                                                         | Corporate Affairs                    | Concorde Pictures          | Terence H. Winkless                                 | Peter Scolari, Mary Crosby, Richard Herd, Ken Kercheval                   |         |
| 5       |                                                         | Avalon                               | TriStar Pictures           | Barry Levinson                                      | Aidan Quinn, Elizabeth Perkins, Leo Fuchs, Eve Gordon                     |         |
| 5       |                                                         | Listen Up: The Lives of Quincy Jones | Warner Bros.               | Ellen Weissbrod                                     | Clarence Avant, George Benson, Big Daddy Kane, Richard Brooks             |         |
| 12      | Memphis Belle                                           | Memphis Belle                        | Warner Bros.               | Michael Caton-Jones                                 | Matthew Modine, Eric Stoltz, Tate Donovan, D. B. Sweeney                  |         |
| 12      | Mr. Végzet                                              | Mr Destiny                           | Walt Disney Pictures       | James Orr                                           | James Belushi, Linda Hamilton, Michael Caine, Jon Lovitz                  |         |
| 12      | Siker teszi az embert                                   | Welcome Home, Roxy Carmichael        | Paramount Pictures         | Jim Abrahams                                        | Winona Ryder, Jeff Daniels, Laila Robins, Thomas Wilson Brown             |         |
| 12      | Véres ököl 2. / Kickbox harcos 2.                       | Bloodfist II                         | Concorde Pictures          | Andy Blumenthal                                     | Don Wilson, Rina Reyes, Joe Mari Avellana, Robert Marius                  |         |
| 12      | Forró nyomon                                            | The Hot Spot                         | Orion Pictures             | Dennis Hopper                                       | Don Johnson, Virginia Madsen, Jennifer Connelly, Charles Martin Smith     |         |
| 12      |                                                         | The Spirit of '76                    | Columbia Pictures          | Lucas Reiner                                        | David Cassidy, Leif Garrett, Carl Reiner, Rob Reiner                      |         |
| 12      |                                                         | To Sleep with Anger                  | The Samuel Goldwyn Company | Charles Burnett                                     | Danny Glover, Paul Butler, DeVaughn Nixon, Mary Alice                     |         |
| 19      | Az élőhalottak éjszakája                                | Night of the Living Dead             | Columbia Pictures          | Tom Savini                                          | Tony Todd, Patricia Tallman, Tom Towles, McKee Anderson                   |         |
| 19      | A Winchester mestere                                    | Quigley Down Under                   | Metro-Goldwyn-Mayer        | Simon Wincer                                        | Tom Selleck, Laura San Giacomo, Alan Rickman, Chris Haywood               |         |
| 19      | A gyönyör rabjai                                        | White Palace                         | Universal Pictures         | Luis Mandoki                                        | Susan Sarandon, James Spader, Jason Alexander, Kathy Bates                |         |
| 19      | A szerencse forgandó                                    | Reversal of Fortune                  | Warner Bros.               | Barbet Schroeder                                    | Jeremy Irons, Glenn Close, Ron Silver, Annabella Sciorra                  |         |
| 26      | Éjjeli műszak                                           | Graveyard Shift                      | Paramount Pictures         | Ralph S. Singleton                                  | David Andrews, Kelly Wolf, Stephen Macht, Andrew Divoff                   |         |
| 26      | Házinyúlra nem lövünk                                   | Sibling Rivalry                      | Columbia Pictures          | Carl Reiner                                         | Kirstie Alley, Bill Pullman, Carrie Fisher, Jami Gertz                    |         |
| 26      | Júlia néni és a tollnok – avagy mindennap új folytatás! | Tune in Tomorrow...                  | Cinecom Pictures           | Jon Amiel                                           | Barbara Hershey, Keanu Reeves, Peter Falk, Bill McCutcheon                |         |
| 26      | A rémes lány                                            | Das schreckliche Mädchen             | Miramax                    | Michael Verhoeven                                   | Lena Stolze, Hans-Reinhard Müller, Monika Baumgartner, Elisabeth Bertram  |         |

### November
| Dátum    | Magyar cím                     | Eredeti cím             | Stúdió / Forgalmazó           | Rendező                    | Főszereplők                                                              |          |
| November | November                       | November                | November                      | November                   | November                                                                 | November |
| -------- | ------------------------------ | ----------------------- | ----------------------------- | -------------------------- | ------------------------------------------------------------------------ | -------- |
| 2        | Jákob lajtorjája               | Jacob's Ladder          | TriStar Pictures              | Adrian Lyne                | Tim Robbins, Elizabeth Peña, Danny Aiello, Matt Craven                   |          |
| 2        |                                | Graffiti Bridge         | Warner Bros.                  | Prince                     | Prince, Morris Day, Ingrid Chavez, Jerome Benton                         |          |
| 2        | Égi jel                        | Waiting for the Light   | Triumph Releasing Corporation | Christopher Monger         | Shirley MacLaine, Teri Garr, Louis Guzzo, Colin Baumgartner              |          |
| 2        |                                | Frankenstein Unbound    | 20th Century Studios          | Roger Corman               | John Hurt, Raúl Juliá, Nick Brimble, Bridget Fonda                       |          |
| 2        |                                | La Baule-les-Pins       | The Samuel Goldwyn Company    | Diane Kurys                | Nathalie Baye, Julie Bataille, Richard Berry, Zabou Breitman             |          |
| 2        | Vincent és Theo                | Vincent & Theo          | Hemdale                       | Robert Altman              | Tim Roth, Paul Rhys, Adrian Brine, Jean-François Perrier                 |          |
| 2        | Kelet könnye                   | China Cry: A True Story | Parakletus, TBN Films         | James F. Collier           | Julia Nickson, France Nuyen, James Shigeta, Russell Wong                 |          |
| 9        | Gyerekjáték 2.                 | Child's Play 2          | Universal Pictures            | John Lafia                 | Brad Dourif, Alex Vincent, Jenny Agutter, Gerrit Graham, Christine Elise |          |
| 9        |                                | The Krays               | Miramax                       | Peter Medak                | Gary Kemp, Martin Kemp, Billie Whitelaw, Tom Bell                        |          |
| 9        | Superfly visszatér             | The Return of Superfly  | Triton Pictures               | Sig Shore                  | Nathan Purdee, Margaret Avery, Leonard L. Thomas, Christopher Curry      |          |
| 9        | Farkasokkal táncoló            | Dancing with Wolves     | Orion Pictures                | Kevin Costner              | Kevin Costner, Mary McDonnell, Graham Greene, Rodney A. Grant            |          |
| 9        | A szerencse forgandó           | Reversal of Fortune     | Warnern Bros.                 | Barbet Schroeder           | Jeremy Irons, Glenn Close, Ron Silver, Annabella Sciorra                 |          |
| 16       | Rocky V.                       | Rocky V                 | United Artists                | John G. Avildsen           | Sylvester Stallone, Talia Shire, Burt Young, Sage Stallone               |          |
| 16       | Mentőcsapat a kenguruk földjén | The Rescuers Down Under | Walt Disney Pictures          | Hendel Butoy, Mike Gabriel | Bob Newhart, Gábor Éva, John Candy, Tristan Rogers                       |          |
| 16       | Reszkessetek, betörők!         | Home Alone              | 20th Century Studios          | Chris Columbus             | Macaulay Culkin, Joe Pesci, Daniel Stern, Catherine O’Hara               |          |
| 16       |                                | Eating                  | Rainbow Releasing             | Henry Jaglom               | Frances Bergen, Lisa Blake Richards, Nelly Alard, Mary Crosby            |          |
| 16       | Cyrano de Bergerac             | Cyrano de Bergerac      | Orion Classics                | Jean-Paul Rappeneau        | Gérard Depardieu, Anne Brochet, Vincent Pérez, Jacques Weber             |          |
| 21       | Ragadozó 2.                    | Predator 2              | 20th Century Studios          | Stephen Hopkins            | Danny Glover, Gary Busey, Kevin Peter Hall, Rubén Blades                 |          |
| 21       | Három férfi és egy kis hölgy   | 3 Men and a Little Lady | Walt Disney Pictures          | Emile Ardolino             | Tom Selleck, Steve Guttenberg, Ted Danson, Nancy Travis                  |          |
| 21       | Diótörő                        | The Nutcracker Prince   | Warner Bros.                  | Paul Schibli               | Kiefer Sutherland, Megan Follows, Peter O’Toole, Mike MacDonald          |          |
| 21       | Robot Jox                      | Robot Jox               | Triumph Releasing Corporation | Stuart Gordon              | Gary Graham, Anne-Marie Johnson, Paul Koslo, Robert Sampson              |          |
| 21       | Titkos hadsereg                | Hidden Agenda           | Hemdale                       | Ken Loach                  | Frances McDormand, Brian Cox, Brad Dourif, Mai Zetterling                |          |
| 23       | Mr. és Mrs. Bridge             | Mr. & Mrs. Bridge       | Miramax                       | James Ivory                | Paul Newman, Joanne Woodward, Kyra Sedgwick, Robert Sean Leonard         |          |
| 30       | Tortúra                        | Misery                  | Columbia Pictures             | Rob Reiner                 | James Caan, Kathy Bates, Richard Farnsworth, Frances Sternhagen          |          |
| 30       | A Gyémánt fivérek              | Just Ask for Diamond    | Castle Hill Productions       | Stephen Bayly              | Colin Dale, Saeed Jaffrey, Dursley McLinden, José René Ruiz              |          |

### December
| Dátum    | Magyar cím                  | Eredeti cím                 | Stúdió / Forgalmazó         | Rendező              | Főszereplők                                                         |          |
| December | December                    | December                    | December                    | December             | December                                                            | December |
| -------- | --------------------------- | --------------------------- | --------------------------- | -------------------- | ------------------------------------------------------------------- | -------- |
| 7        | A zöldfülű                  | The Rookie                  | Warner Bros.                | Clint Eastwood       | Clint Eastwood, Charlie Sheen, Raúl Juliá, Sônia Braga              |          |
| 7        | Ollókezű Edward             | Edward Scissorhands         | 20th Century Studios        | Tim Burton           | Johnny Depp, Winona Ryder, Dianne Wiest, Anthony Michael Hall       |          |
| 7        | Svindlerek                  | The Grifters                | Miramax                     | Stephen Frears       | Anjelica Huston, John Cusack, Annette Bening, Jan Munroe            |          |
| 14       | Nicsak, ki beszél még!      | Look Who's Talking Too      | TriStar Pictures            | Amy Heckerling       | John Travolta, Kirstie Alley, Olympia Dukakis, Elias Koteas         |          |
| 14       | Sellők                      | Mermaids                    | Orion Pictures              | Richard Benjamin     | Cher, Bob Hoskins, Winona Ryder, Michael Schoeffling                |          |
| 14       | Havanna                     | Havana                      | Universal Pictures          | Sydney Pollack       | Robert Redford, Lena Olin, Alan Arkin, Tomas Milián                 |          |
| 14       | Oltalmazó ég                | The Sheltering Sky          | Warner Bros.                | Bernardo Bertolucci  | Debra Winger, John Malkovich, Campbell Scott, Jill Bennett          |          |
| 22       | Ovizsaru                    | Kindergarten Cop            | Universal Pictures          | Ivan Reitman         | Arnold Schwarzenegger, Penelope Ann Miller, Pamela Reed, Linda Hunt |          |
| 22       | Hiúságok máglyája           | The Bonfire of the Vanities | Warner Bros.                | Brian De Palma       | Tom Hanks, Bruce Willis, Melanie Griffith, Kim Cattrall             |          |
| 22       | Botcsinálta angyal          | Almost an Angel             | Paramount Pictures          | John Cornell         | Paul Hogan, Linda Kozlowski, Elias Koteas, Doreen Lang              |          |
| 22       | Oroszország-ház             | The Russia House            | Metro-Goldwyn-Mayer         | Fred Schepisi        | Sean Connery, Michelle Pfeiffer, Roy Scheider, James Fox            |          |
| 22       | Ébredések                   | Awakenings                  | Columbia Pictures           | Penny Marshall       | Robert De Niro, Robin Williams, Julie Kavner, Ruth Nelson           |          |
| 22       | Hosszú az út hazáig         | The Long Walk Home          | Miramax                     | Richard Pearce       | Sissy Spacek, Whoopi Goldberg, Dwight Schultz, Wing Rhames          |          |
| 22       | Hamlet                      | Hamlet                      | Warner Bros.                | Franco Zeffirelli    | Mel Gibson, Glenn Close, Alan Bates, Paul Scofield                  |          |
| 22       | A rét                       | The Field                   | Avenue Pictures Productions | Jim Sheridan         | Richard Harris, John Hurt, Sean Bean, Frances Tomelty               |          |
| 25       | A Keresztapa III.           | The Godfather III           | Paramount Pictures          | Francis Ford Coppola | Al Pacino, Diane Keaton, Andy García, Talia Shire                   |          |
| 25       | Gyertek el a mennyországba! | Come See the Paradise       | 20th Century Studios        | Alan Parker          | Dennis Quaid, Tamlyn Tomita, Sab Shimono, Hosi Sizuko               |          |
| 25       | Alice                       | Alice                       | Orion Pictures              | Woody Allen          | Mia Farrow, William Hurt, Joe Mantegna, June Squibb                 |          |
| 25       | Zöld kártya                 | Green Card                  | Walt Disney Pictures        | Peter Weir           | Gérard Depardieu, Andie MacDowell, Bebe Neuwirth, Gregg Edelman     |          |

### További bemutatók
| Magyar cím       | Eredeti cím       | Rendező            | [ 5 ] |
| ---------------- | ----------------- | ------------------ | ----- |
| Mindenki jól van | Stanno tutti bene | Giuseppe Tornatore |       |
| Nikita           | Nikita            | Luc Besson         |       |

## Díjak, fesztiválok
- Oscar-díj
  - Film: Miss Daisy sofőrje
  - Rendező: Oliver Stone – Született június 4-én
  - Férfi főszereplő: Daniel Day-Lewis – A bal lábam
  - Női főszereplő – Jessica Tandy – Miss Daisy sofőrje
  - Külföldi film: Cinema Paradiso
- 15. César-gála (március 3.)
  - Film: Trop belle pour toi, rendezte Bertrand Blier
  - Rendező: Bertrand Blier, Trop belle pour toi
  - Férfi főszereplő: Philippe Noiret, Az élet és semmi más
  - Női főszereplő: Carole Bouquet, Trop belle pour toi
  - Külföldi film: Veszedelmes viszonyok, rendezte Stephen Frears
- 1990-es cannes-i filmfesztivál
- Berlini Nemzetközi Filmfesztivál
  - Arany Medve – Zenedoboz – Costa Gavras
  - Rendező: Michael Verhoeven – A rémes lány
  - Férfi főszereplő: Iain Glen – Néma kiáltás és Morgan Freeman – Miss Daisy sofőrje
  - Női főszereplő: Jessica Tandy – Miss Daisy sofőrje
- Velencei Nemzetközi Filmfesztivál
  - Arany Oroszlán: Rosencranz és Guildenstern halott – Tom Stoppard
  - Rendező: Martin Scorsese – Nagymenők
  - Férfi főszereplő: Oleg Boriszov – Az egyetlen tanú
  - Női főszereplő: Gloria Munchmeyer – Hold a tükörben
- 1990-es Magyar Filmszemle

## Születések
- március 24. – Keisha Castle-Hughes, színésznő
- április 15. – Emma Watson, angol színésznő
- október 22. – Jonathan Lipnicki, színész

## Halálozások
- január 6. – Ian Charleson, színész
- január 8. – Terry-Thomas, színész, humorista
- január 15. – Gordon Jackson, színész
- január 20. – Barbara Stanwyck, színésznő
- január 24. – Madge Bellamy, színésznő
- január 25. – Ava Gardner, színésznő
- február 8. – Karády Katalin, színésznő
- március 5. – Gary Merrill, színész
- március 17. – Capucine, színésznő
- április 15. – Greta Garbo, színésznő
- április 23. – Paulette Goddard, színésznő
- május 10. – Susan Oliver, színésznő
- május 16. – Sammy Davis Jr., színész, énekes
- május 16. – Jim Henson, Muppets alkotója
- május 18. – Jill Ireland, színésznő
- június 2. – Rex Harrison, színész
- július 10. – Képessy József, színész
- július 15. – Margaret Lockwood, színésznő
- szeptember 4. – Irene Dunne, színésznő
- október 15. – Delphine Seyrig, francia színésznő
- október 27. – Ugo Tognazzi, színész, rendező (* 1922)
- október 20. – Joel McCrea, színész
- november 3. – Mary Martin, színésznő
- november 12. – Eve Arden, színésznő
- december 2. – Robert Cummings, színész
- december 7. – Joan Bennett, színésznő
- december 8. – Martin Ritt, rendező